# 小行星5140
小行星5140（英語：5140 Kida）是一颗围绕太阳公转的小行星。1990年12月8日，上田清二、金田宏在钏路市发现了此天体。
这颗小行星的绝对星等为216.16079等。